# Estadio La Fortaleza del Pikysyry
El Estadio La Fortaleza del Pikysyry es un estadio de fútbol de Paraguay ubicado en la ciudad de Villeta (a 30 km de Asunción), y es propiedad del Club Sportivo Ameliano, el cual hace de anfitrión en él.
Cuenta con una capacidad para 7.000 espectadores y actualmente es el estadio de fútbol con mayor capacidad de la ciudad de Villeta y el quinto más grande del Departamento Central.
El predio se encuentra ubicado estratégicamente entre las ciudades de Villeta, Guarambaré e Ypané, específicamente en el barrio Naranjaisy, a unos 2 km de la ruta PY01 (Acceso Sur) y a 500 metros de la ruta D071, que une Guarambaré con Villeta.

## Origen del nombre
Recibe su nombre actual de La Fortaleza del Pikysyry, en honor a la Campaña de Pikysyry de la Guerra de la Triple Alianza, en la cual los soldados del ejército paraguayo construyeron fortificaciones defensivas y trincheras a lo largo del arroyo Pikysyry, mostrando una heroica resistencia a pesar de la inferioridad numérica en varias batallas como: Ytororó, Avay e Itá Yvaté; todas ellas libradas en cercanías de donde hoy se encuentra el estadio.
Pikysyry viene del idioma guaraní y está compuesto por las palabras "Piky" e "Ysyry", siendo su significado "arroyo de los Piky", una pequeña especie de pez de río que habita en la zona.
También es conocido simplemente como Estadio Ameliano Villeta, por el nombre del Club y por el nombre de la ciudad donde se encuentra.

### Apodos
El estadio es apodado como "La Trinchera" o "La Fortaleza Villetana", por la fortaleza del club cuando juega sus partidos allí de local. Otro apodo que tiene es "La Nueva Paila", debido a que su antiguo predio, el estadio José Tomás Silva era apodado como "La Paila". También es llamado "El Estadio del Sur", por su ubicación geográfica al sur del Departamento Central y cercana a la ruta PY01 (Acceso Sur).
Otros en cambio lo conocen como "El Campo de Naranjaisy", porque antes toda la zona era un campo lleno de naranjas agrias que eran cultivadas, recogidas y vendidas principalmente por mujeres (madres) en el puerto de Villeta, esto fue lo que le dio el nombre al barrio Naranjaisy (en guaraní: Naranja Hái Sy), que significaría "Las naranjas agrias de las madres".

## Historia
En el año 2013 el predio fue comprado por el extinto Club General Caballero de San Felipe, originario de Asunción, el cual en 2018 intentó construir un estadio propio para 1.000 espectadores en el lugar, pero debido a problemas económicos y dirigenciales, el club terminó desapareciendo en 2022 y vendiendo su predio al Club Sportivo Ameliano en noviembre de 2023. Por esto, el tercer uniforme del Ameliano es de color rojo, en honor a este desaparecido club.
Desde diciembre de 2023, el Club Ameliano inició la construcción de su nuevo estadio para 7.000 espectadores, aprovechando la infraestructura ya realizada por el equipo anterior. Finalmente luego de varios meses de trabajo, el 21 de febrero de 2025, el recinto fue habilitado e inaugurado por la APF y la CONMEBOL, para que el club pueda disputar allí sus partidos de local en la Primera División.
Así mismo, debido a los éxitos recientes del club, su presidente Héctor Melgarejo ha anunciado que en una segunda etapa más a futuro se pretende agregar dos graderías más detrás de los arcos, aprovechando todo el espacio existente en el predio para que la capacidad del estadio llegue hasta los 14.000 espectadores y poder disputar allí algunos partidos internacionales.